# Ahmed Faras
Ahmed Faras (Mohammedia, 7 de dezembro de 1946 – 16 de julho de 2025) foi um futebolista profissional marroquino, que atuava como meia.

## Carreira
Faras fez toda sua carreira no futebol marroquino, no SCC Mohammédia sendo considerado um grande ídolo e conquistando o título nacional de 1980. No campeonato nacional foi artilheiro em duas edições de 1969 e 1973.
Faras aposentou-se depois de uma carreira de 17 anos atuando pelo Mohammédia entre 1965 e 1982. Na história do futebol de Marrocos é considerado o maior atacante da história e foi no ano de 1975 eleito "Futebolista Africano do Ano".
Faras morreu no dia 16 de julho de 2025, aos 76 anos.

## Seleção
Ahmed Faras é o maior goleador da seleção marroquina com 44 gols em 77 jogos.Fez parte do elenco da histórica Seleção Marroquina de Futebol da Copa do Mundo de 1970. 